# 钱宗飞
钱宗飞（1953年—），河北阳原人，汉族，中华人民共和国政治人物、第十二届全国人民代表大会河北地区代表。
毕业于河北师范学校，加入民革，担任河北省美术家协会副主席。2008年起担任全国人大代表。2013年，被选为全国人大代表。